# Стратотип пригородської свити силуру (пам'ятка природи)
Стратоти́п при́городської сви́ти силу́ру — геологічна пам'ятка природи місцевого значення в Україні. Розташована в межах Рукшинської сільської громади Дністровського району Чернівецької області, на схід від села Пригородок.
Площа 12 га. Статус присвоєно згідно з рішенням 2-ї сесії обласної ради XXII скликання від 16.12.1994 року. Перебуває у віданні Хотинського держспецлісництва АПК (кв. 50, вид. 10).
Статус присвоєно для збереження цінного еталонного розрізу відкладів пригородської світи силуру.
Відслонення розташоване в бічному яру, що врізається у стрімкий схил правого берега річки Дністер і представлене такими породами (згори вниз): 
Варницька світа – чорні плитчасті вапняки з шарами сірих доломітизованих вапняків, зрідка доломітів. Трапляються рештки фауни – колоній строматопор або ругоз. Потужність окремих шарів сягає 0,3–1,35 м, загальна видима потужність – до 10 м); 
Пригородоцька світа – доломіти жовтувато-сірі, масивні, інколи плитчасті, трапляються верстви чорного доломіту з потужністю окремих шарів 0,2–4,5 м. У товщі світи виділяються шість малопотужних (0,02–0,35 м) прошарків метабентонітової глини зеленуватого і жовтувато-сірого кольору; один із них потужністю 0,35 м виходить на поверхні доломітів. В основі світи залягають чорні тонкошаруваті аргіліти з обвугленими рослинними рештками потужністю 0,6 м. Загальна потужність шарів пригородоцької світи 25 м.